# 478
478（四百七十八、よんひゃくななじゅうはち）は自然数、また整数において、477の次で479の前の数である。

## 性質
- 478は合成数であり、約数は1, 2, 239, 478である。
  - 約数の和は720。
  - 361番目の不足数である。1つ前は477、次は479。
- 143番目の半素数である。1つ前は473、次は481。
- 各位の平方和が129になる2番目の数である。前は188、次は487。（オンライン整数列大辞典の数列 A003132）
- 47816 + 1 = 7427563028240545666382120780735018969399297であり、n 16 + 1 の形で素数を生む25番目の数である。1つ前は476、次は560。(オンライン整数列大辞典の数列 A006313))
- 1/478 = 0.00209205... (下線部は循環節で長さは7)
  - 逆数が循環小数になる数で循環節が7になる2番目の数である。前は239、次は717。
- 478 = 12 + 62 + 212 = 62 + 92 + 192
  - 異なる3つの平方数の和2通りで表せる93番目の数である。1つ前は473、次は483。(オンライン整数列大辞典の数列 A025340)
- 各位の和が19になる8番目の数である。1つ前は469、次は487。

## その他 478 に関連すること
- 西暦478年